# Audrey Bitoni
Audrey Bitoni (ur. 16 sierpnia 1986 w Los Angeles) – amerykańska modelka i aktorka pornograficzna pochodzenia hiszpańsko-niemiecko-włoskiego.

## Życiorys

### Wczesne lata
Urodziła się w Anaheim w Los Angeles w Kalifornii. Dorastała w Chicago w Illinois. W 2006 roku otrzymała dyplom licencjacki na wydziale komunikacji językowej na Arizona State University. Pracowała jako kelnerka.

### Kariera
Podczas studiów przystała na propozycję magazynu „Playboy” i trafiła na okładkę.
W 2006, w wieku dwudziestu lat debiutowała w filmie porno 3rd Degree Cum Beggars 5. Brała udział w scenach seksu lesbijskiego, seksu analnego, oralnego i triolizmu. Potem pojawiła się m.in. w produkcji Wicked Pictures Muse (2007) ze Stormy Daniels, Adam & Eve Contractor 2 (2007) z Jeanem Valjeanem, Evil Angel Fucked on Sight 2 (2007) z Manuelem Ferrarą, Diabolic Video Top Shelf 1 (2008) z Markiem Davisem, Brazzers Big Tits at School 2 (2008) z Charlesem Derą, Hustler Video Busty Beauties: The A List 1 (2009) z Derrickiem Pierce’em, Pure Play Media North Pole 73 (2010) z Anthonym Hardwoodem oraz New Sensations Octopussy: A XXX Parody (2010) z Dannym Mountainem.
W 2008 była nominowana do AVN Award w kategorii „Najlepsza nowa gwiazdka” i „Najlepsza scena seksu POV”, a także zdobyła nominację do XBIZ Award w kategorii „Nowa gwiazdka roku”. Jej zdjęcia znalazły się też w magazynie „Club International” i listopadowym wydaniu „Penthouse”.
Pracowała dla różnych stron internetowych, w tym Twistys, Brazzers czy Aziani Models, a także dla fotografów takich jak Suze Randall i Holly Randall.
Przyjaźniła się z Jenną Haze, Evą Angeliną, Giną Lynn i Katsumi.

## Nagrody i nominacje
| Rok  | Nagroda           | Kategoria                                        | Film                    | Inni wykonawcy                | Rezultat  |
| ---- | ----------------- | ------------------------------------------------ | ----------------------- | ----------------------------- | --------- |
| 2007 | F.A.M.E. Awards   | Ulubiona nowicjuszka                             | –                       | –                             | Nominacja |
| 2008 | Nightmoves Awards | Najlepsza nowa gwiazdka                          | –                       | –                             | Nominacja |
| 2008 | AVN Award         | Najlepsza nowa gwiazdka                          | –                       | –                             | Nominacja |
| 2008 | AVN Award         | Najlepsza scena seksu POV                        | Throb 2 (2007)          | –                             | Nominacja |
| 2008 | F.A.M.E. Award    | Ulubiony tyłek                                   | –                       | –                             | Nominacja |
| 2008 | F.A.M.E. Award    | Najgorętsze ciało                                | –                       | –                             | Nominacja |
| 2008 | F.A.M.E. Award    | Ulubiona nowicjuszka                             | –                       | –                             | Nominacja |
| 2009 | F.A.M.E. Award    | Ulubiony tyłek                                   | –                       | –                             | Nominacja |
| 2009 | F.A.M.E. Award    | Najgorętsze ciało                                | –                       | –                             | Nominacja |
| 2009 | AVN Award         | Najlepsza scena seksu triolizmu samych dziewczyn | No Man’s Land 43 (2007) | Mikayla Mendez i Vic Sinister | Nominacja |
| 2010 | F.A.M.E. Award    | Najgorętsze ciało                                | –                       | –                             | Nominacja |
| 2010 | F.A.M.E. Award    | Ulubiony tyłek                                   | –                       | –                             | Nominacja |